# Long Before Rock'n'Roll EP
Long Before Rock'n'Roll EP är en EP av det svenska rockbandet Mando Diao som gavs ut 2006. Titelspåret är hämtat från deras tredje album, Ode to Ochrasy.

## Låtlista
1. "Long before Rock'n'Roll" - 2:52
2. "Popovic" - 5:02
3. "Chi" - 4:12